# Beyoğlu
Beyoğlu é um distrito (em turco:  ilçeler) da província de Istambul e à região de Mármara da Turquia. Em 2009 a sua população era de 244 516 habitantes. A área do distrito é de 9 km².
As áreas mais animadas de Istambul, nomeadamente à noite, encontram-se neste distrito ao norte do Corno de Ouro, que corresponde em traços gerais ao subúrbio histórico de Constantinopla, Gálata e ao bairro romântico de Pera atualmente chamado Karaköy, que até à primeira metade do século XX habitados principalmente por ocidentais, gregos e arménios, não só imigrados, mas também descendentes de italianos, franceses e de outras nacionalidades que em alguns casos se haviam instalado na área na Idade Média.
Beyoğlu está ligada à Velha Istambul pela Ponte de Gálata, que liga Karaköy a Eminönü, no que é hoje distrito de Fatih, e pela ponte de Unkapanı, mais a oeste. É frequente dizer-se que a parte europeia de Istambul tem dois centros, o antigo, centrado na Praça Sultanahmet e o "novo" (do século XIX e XX), centrado na na Avenida İstiklal e na Praça Taksim.
Até ao princípio do século XX era frequente chamar-se Constantinopla apenas à península a sul do Corno de Ouro, ou seja, à cidade muralhada de Constantino e Teodósio, chamando-se Gálata ou Pera (em grego:  do outro lado) ao bairro da colina a norte do Corno de Ouro. O nome de Gálata é geralmente associado à zona onde se estabeleceu a importante comunidade genovesa na Idade Média, que aí construiu uma fortaleza e a Torre de Gálata e que dominaram a área até 29 de Maio de 1453, quando, como o resto da capital bizantina, foi conquistada pelos turcos otomanos após o cerco otomano de Constantinopla.

## Alguns dos edifícios mais notáveis

### Igrejas

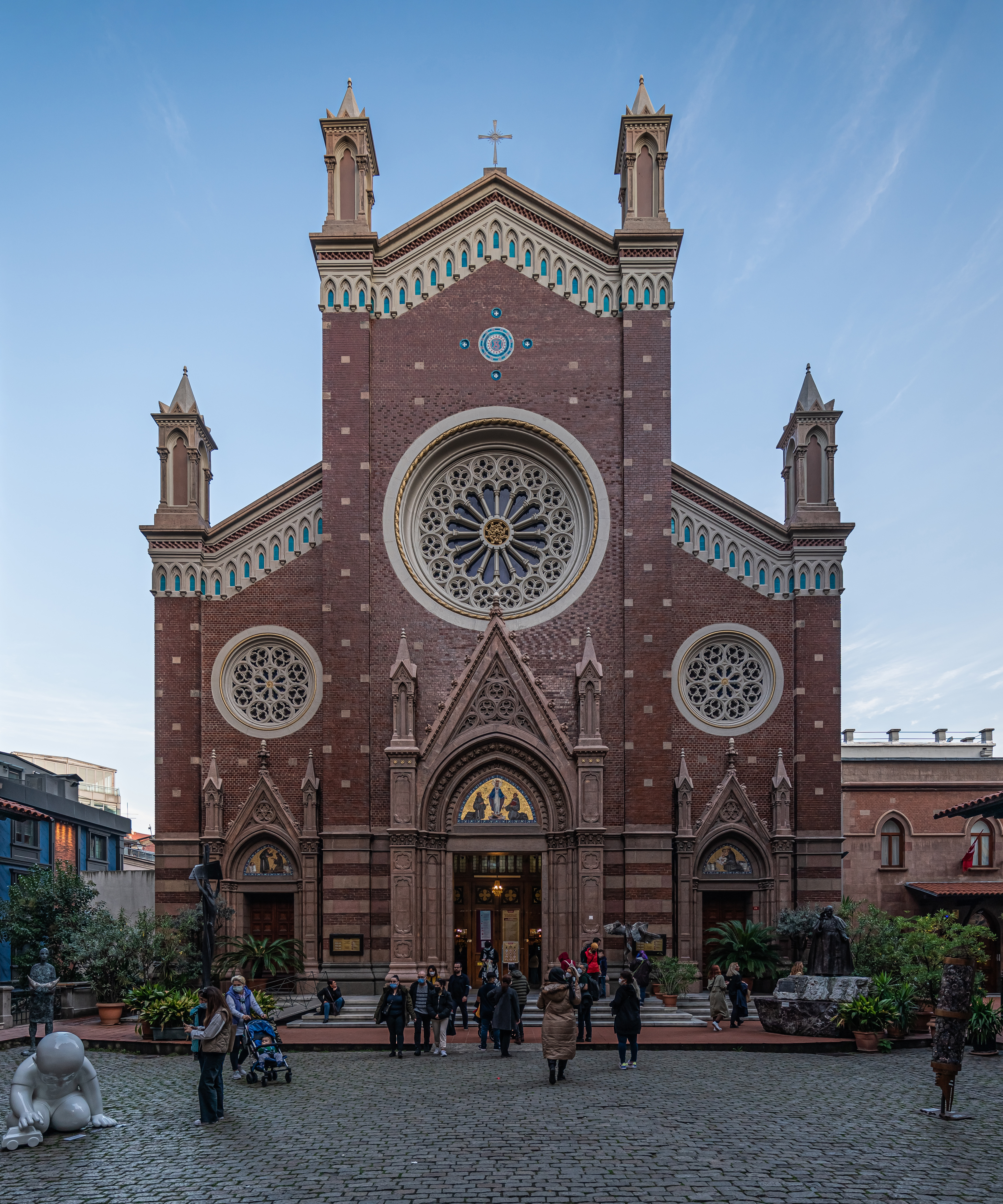
Igreja católica de Santo António.

- Catedral arménia de Surp Azdvadzadzin, sede da diocese católica arménia de Istambul.[3]
- Igreja arménia de Üç Horan, ou Surp Yerrortutyun, desenhada pelo mesmo arquiteto que desenhou o Palácio Dolmabahçe Balyan. Ao seu lado encontra-se o túmulo do santo arménio Surp Agop (São Tiago), local de promessas para muitos devotos.[3]
- Igreja católica arménia de Surp Hovhannes Vosgeperan.[3]
- Igreja Assíria de Santa Maria (Süryani Kadim Meryem Ana) — A única igreja deste culto em Istambul, foi construída pela comunidade assíria da cidade usando pedras vindas de Mardin, centro da cultura assíria.[3]
- Igreja ortodoxa grega de Panaya Isadorion.
- Igreja ortodoxa grega de Aya Triyada Kilisesi (Santa Trindade), construída em 1882.
- Igreja melquita (Aya Pantaleion Katolik Kilisesi).
- Igreja protestante grega (Lüteryen Rum Protestan Kilisesi).
- Templo calvinista — situado atrás do Palácio da Holanda, é o local de culto protestante mais antigo de Istambul. Foi aqui que o patriarca de Constantinopla Cyril Lukaris se converteu ao calvinismo no século XVII.[3]
- Igreja anglicana da Crimeia (Kirim Protestan Kilisesi) — Um presente dos turcos aos britânicos pela ajuda prestada na Guerra da Crimeia, foi construído em 1855.[3]
- Igreja católica de Santa Maria Draperis — Do edifício franciscano original, de 1789, que por sua vez substituiu uma outro do século XV,[4] pouco resta, pois em 1871 foi completamente restaurado sob a direção dos irmãos Fossati, os mesmos arquitetos do vizinho Palácio da Rússia e da restauração de Santa Sofia. A igreja contém um ícone muito antigo da Virgem considerado milagroso.[3]
- Igreja católica de Santo António (Sent Antuan Kiesi) — construção de estilo neogótico veneziano, construída entre 1906 e 1913 pela comunidade levantina italiana, para substituir uma igreja anterior, de 1725, que foi demolida para construir a linha de elétricos.[4] É dirigida por padres italianos, embora a capela lateral seja usada por coptas católicos e caldeus. Há missas em italiano, polaco, turco e inglês. É a maior igreja de Istambul a seguir à catedral francesa do Espírito Santo, que se encontra no vizinho bairro de Harbiye, no distrito de Şişli. O Papa João XXIII rezou missa nesta igreja durante os 10 anos em que residiu em Istambul.[3]
- Igreja de São Luís dos Franceses — Situada ao lado da antiga embaixada de França, é uma construção do século XVI.[3]

### Sinagogas
- Sinagoga Zulfaris ou Museu Judeu da Turquia — Construída em 1823 no local de uma sinagoga mais antiga que remonta, pelo menos a 1671. Foi objeto de restauros em 1890, 1904 e 1968. Em 1985 foi encerrada ao culto por já não haver judeus na zona. Em setembro de 2001 abriu como museu judaico da "Fundação do Quinto Centenário" (em turco: 500. Yil Vakfi), fundada em 1992 para comemorar o quinto centenário da chegada dos primeiros sefarditas (judeus da Península Ibérica) que se refugiaram no Império Otomano na sequência das perseguições e conversões forçadas levadas a cabo em Portugal e Espanha.[5]
- Sinagoga asquenaze de Istambul — Fundada por judeus de origem austríaca em 1900 nas proximidades da Torre de Gálata, é a única sinagoga asquenaze de Istambul ainda aberta ao culto e a visitantes, das três que foram construídas por esta comunidade que nunca representou mais do que 4% da população judia da Turquia.[6]
- Sinagoga italiana de Istambul ou Kal de los Frankos — Originalmente construída em finais do século XIX pela comunidade judia italiana, o edifício atual data de 1931.[6]
- Sinagoga de Neve Shalom (Neve Şalom Sinagogu) — Construída em 1951, é a maior sinagoga aberta ao culta sefardita de Istambul. Foi alvo de três atentados terroristas, um em 1986, outro em 1992 e outro em 2003.[6][7]
- Grande Rabinato da Turquia (Türkiye Hahambaşılığı) — Sede da comunidade judaica (musevı cemaatı).[6]

### Mesquitas

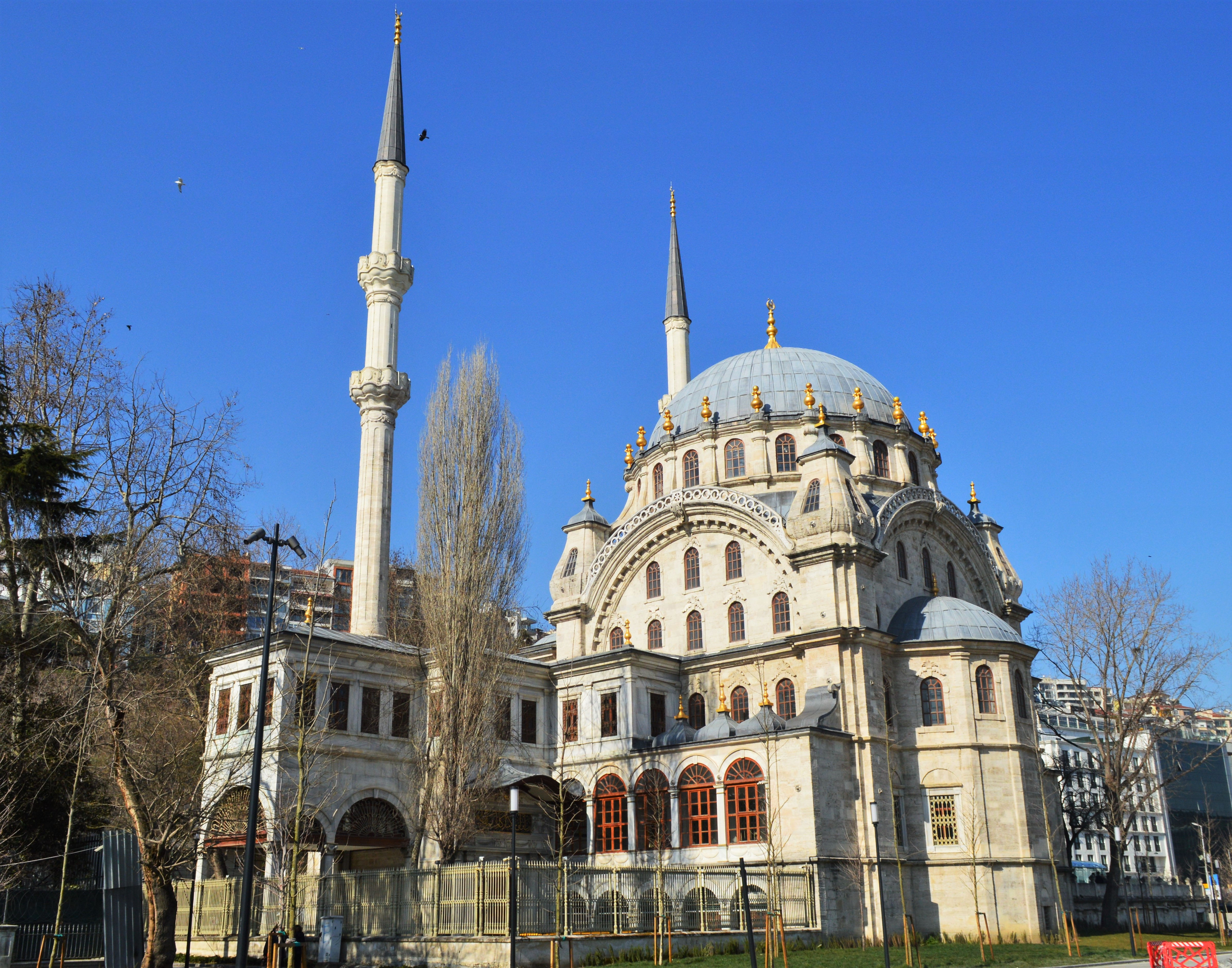
Mesquita Nusretiye.

- Complexo de Quilije Ali Paxá — Complexo religioso e de beneficência islâmico (em turco: küllie) construído pelo arquiteto imperial Mimar Sinan quando já tinha mais de 90 anos de idade, entre 1580 e 1587. Além da mesquita, tem um madraçal, um hamame, uma fonte e o türbe (mausoléu) do seu fundador, Quilije Ali Paxá. O complexo foi construído em terras reclamadas ao mar, mas atualmente já se encontra rodeado de outros edifícios. A mesquita é frequentemente descrita como uma versão menor de Santa Sofia. Quilije Ali Paxá, também conhecido como Uluç Ali Reis em turco, Occhiali, Uchali, Euldj Ali ou, ainda mais usualmente Ali Paxá (ou Paşa) foi um corsário otomano de origem italiana, de nome de batismo Giovanni Dionigi Galeni, que se converteu ao Islamismo e ascendeu ao posto mais alto da Marinha Otomana, capitão paxá (almirante-chefe). Segundo o investigador turco Rasih Nuri İleri, Miguel de Cervantes teria trabalhado na construção do complexo como preso, o que explica a inclusão do personagem Uchali (Quilije Ali Paxá) no Dom Quixote.[nt 1]
- Mesquita Nusretiye — Construção barroca com elementos islâmicos, foi construída entre 1823 e 1826 pelo sultão Mamude II.[8]
- Mesquita de Molla Çelebi (ou de Fındıklı) — Obra do arquiteto imperial Mimar Sinan, construída entre 1570 e 1584.[9]

### Antigas embaixadas
Grande parte das embaixadas estrangeiras em Istambul encontravam-se nesta zona da cidade. Com a mudança da capital para Ancara em 1923, estes magníficos edifícios passaram a ser consulados, sendo corrente dizer-se que são os únicos consulados no mundo mais vistosos que as respetivas embaixadas.[carece de fontes?] Entre outras, encontram-se na avenida ou suas imediações as seguintes antigas embaixadas: Austria, Espanha, França, Grécia, Itália, Países Baixos, Reino Unido, Rússia e Suécia.
- Palácio de França — Antiga embaixada francesa, aí funcionam o consulado francês e diversas instituições culturais francesas, como o Instituto Francês de Estudos Anatólios. Além disso é a residência em Istambul do embaixador de França em Ancara. O edifício atual data de 1839 e é de estilo Luís Filipe, mas substitui uma construção de 1534, o que faz dela a mais antiga representação diplomática francesa.[3]
- Palácio da Holanda — construído no século XIX pelos irmãos Fossati, os arquitetos suícos que dirigiram as restauros da Agia Sofia.[3]
- Palácio de Veneza — Atualmente é a residência oficial em Istambul do embaixador de Itália. É um edifício do século XVII, onde esteve alojado Casanova em 1744. Surpreendentemente, segundo as suas memórias, não fez nenhuma conquista durante a sua estadia, embora um personagem de nome Ismail Efendi tenha afirmado que foi seduzido por ele.[4]
- Palácio de Inglaterra — Antiga embaixada britânica, é um edifício impressionante de estilo renascentista, da autoria de Charles Barry, o mesmo arquiteto do Parlamento Britânico, em Londres.[4] Junto ao palácio, encontra-se a capela anglicana de Santa Helena (Aya Eleni Anglikan Şapeli).[3]
- Palácio Corpi (Korpi Sarayı) — Um antigo palácio italiano que foi comprado no início do século XX para alojar a embaixada dos Estados Unidos. Atualmente é o consulado americano.[3]
- Palácio da Rússia — Obra do século XIX, da autoria dos irmãos Fossati, situada junto à igreja de Santa Maria Draperis.[3]
- Palácio da Suécia (İsveç Sarayı)

### Escolas

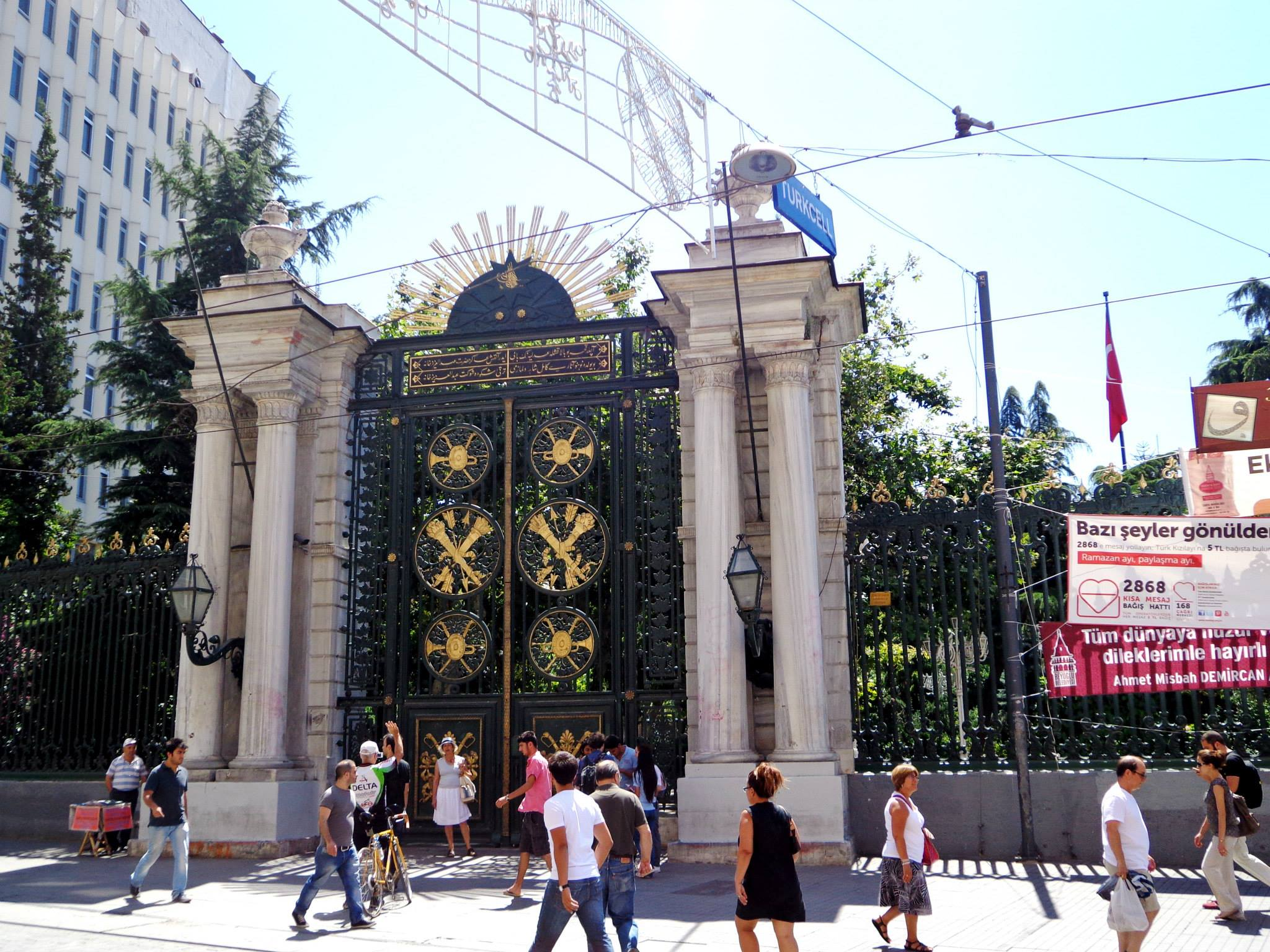
Portão de entrada da Liceu de Galatasaray na Avenida İstiklal em Istambul.

- Liceu de Galatasaray (em turco: Galatasaray Lisesi) — Situado na praça do mesmo nome, sensivelmente a meio da avenida, é um edifício do século XIX, onde desde meados desse século que aí se ensina principalmente em francês segundo métodos franceses. Ainda hoje é uma das escolas mais prestigiadas na Turquia, desde o nível primário até ao secundário, ou mesmo universitário, se tivermos em conta que a Universidade Galatasaray tem ali as suas origens e ainda está ligada ao liceu. Apesar do edifício datar do século XIX, o Galatasaray Lisesi é o sucessor de uma escola secundária criada em 1481, a Galata Sarayı Enderun-u Hümayunu (Escola do Palácio Imperial de Gálata).[3]
- Liceu Francês de Saint-Benoît (em turco:Özel Saint-Benoît Fransız Lisesi) — Instalado no local de um mosteiro beneditino (Saint-Benoît é o nome francês de São Bento) de Santa-Maria di Misericordia (também chamado Mosteiro da Cisterna de Pera), fundado em 1362 por frades italianos, do qual só resta o campanário de estilo "cruzado". A posse do mosteiro passou para frades franceses em 1450. Em 1540 o sultão Solimão, o Magnífico concedeu ao mosteiro o estatuto de "capela de embaixada", passando então a estar sob a proteção diplomática da França. Aos beneditino seguiram-se os dominicanos, os jesuítas, os lazaristas e finalmente as Filhas da Caridade de São Vicente de Paulo.[nt 2]
- Liceu francês Pierre Loti — Nas imediações da igreja de São Luís. Há ainda outra escola francesa, a de Santa Pulquéria, ao lado do Ağa Hammamı.[3]
- Escola Alemã de Istambul (İstanbul Özel Alman Lisesi em turco, Deutsche Schule Istanbul em alemão) — Mais um liceu estrangeiro do século XIX, ainda hoje é uma das mais prestigiadas escolas secundárias de toda a Turquia.
- Liceus austríaco e italiano, fundados no século XIX.

### Museus e galerias de arte

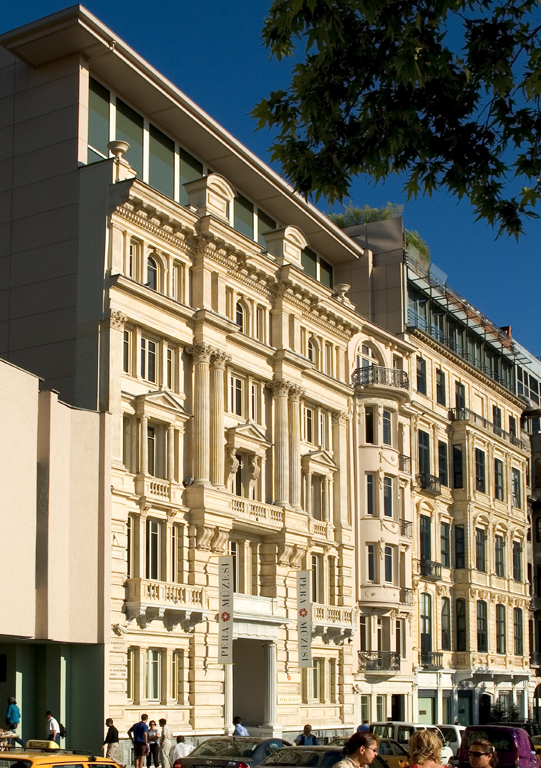
Museu de Pera.

- Museu de Pera (Pera Müzesi) — Instalado num palácio de 1893 desenhado pelo arquiteto Achille Manoussos, do qual só resta a fachada elegante, pois o interior foi completamente reconstruído para a instalação do museu, o qual foi fundado por Suna e Inan Kiraç. Entre as coleções expostas, destaca-se uma de instrumentos de pesos e medidas anatólias, uma de mosaicos de Kütahya, além de pinturas, nomeadamente "O Domador de tartarugas", de Osman Hamdi e outras de Fausto Zonaro, o pintor italiano da corte de Abdulamide II. Tem também diversas peças de arte contemporânea.[3]
- Museu Doğançay — criado pelo escultor turco Burhan Doğançay para mostrar as suas obras e as do seu pai, Adil Doğançay, um pintor impressionista, a entrada é livre e é frequente que o próprio artista seja o guia dos vistantes.[3]
- Museu de Galatasaray (Galatasaray Müzesi) — Oficialmente designado "Centro Cultural e Artístico da Universidade de Galatasaray", a maior parte das exposições permanentes do museu constam de memorabilia do Galatasaray Spor Kulübü e, e menor escala, do Liceu de Galatasaray. Foi fundado em 1868[nt 3] ou 1905[nt 4] por Ali Sami Yen, o fundador do Galatasaray Spor Kulübü, um ex-aluno do Liceu de Galatasaray. Depois de ter estado inicialmente instalado em Kalamış, em 1919 foi mudado para o Liceu de Galatasaray, tendo reaberto em 2009 numa antiga estação de correios da Praça Galatasaray remodelada para o efeito.[nt 4]
- Galeria de arte Ordakule.

### Galerias comerciais
Refletindo a forte influência francesa e as modas ocidentais, no século XIX foram construídos em Pera diversas galerias comerciais, aqui chamadas de pasajı (passagem, do francês passage).
- Çiçek Pasajı ou  (Passagem das Flores) — Antiga galeria comercial de luxo típica do século XIX, construído no local de um dos teatros mais importantes de Istambul, foi transformado por exilados russos da revolução de 1917 em mercado de flores. A partir de 1940 as lojas de flores deram lugar a cafés, bares e restaurantes.
- Outras galerias (pasajı): Rigo, Tünel, Oriental, da Síria, de Adria, Carlmann, Olívio, Fresco, Panaya, Hacopulos, Aznavur, Atlas, da Europa (Avrupa ou Dörob),, Krepen, Hristaki, de Alepo, da Anatólia, da Rumélia e da África.[3]

### Edifícios comerciais, hotéis e cafés

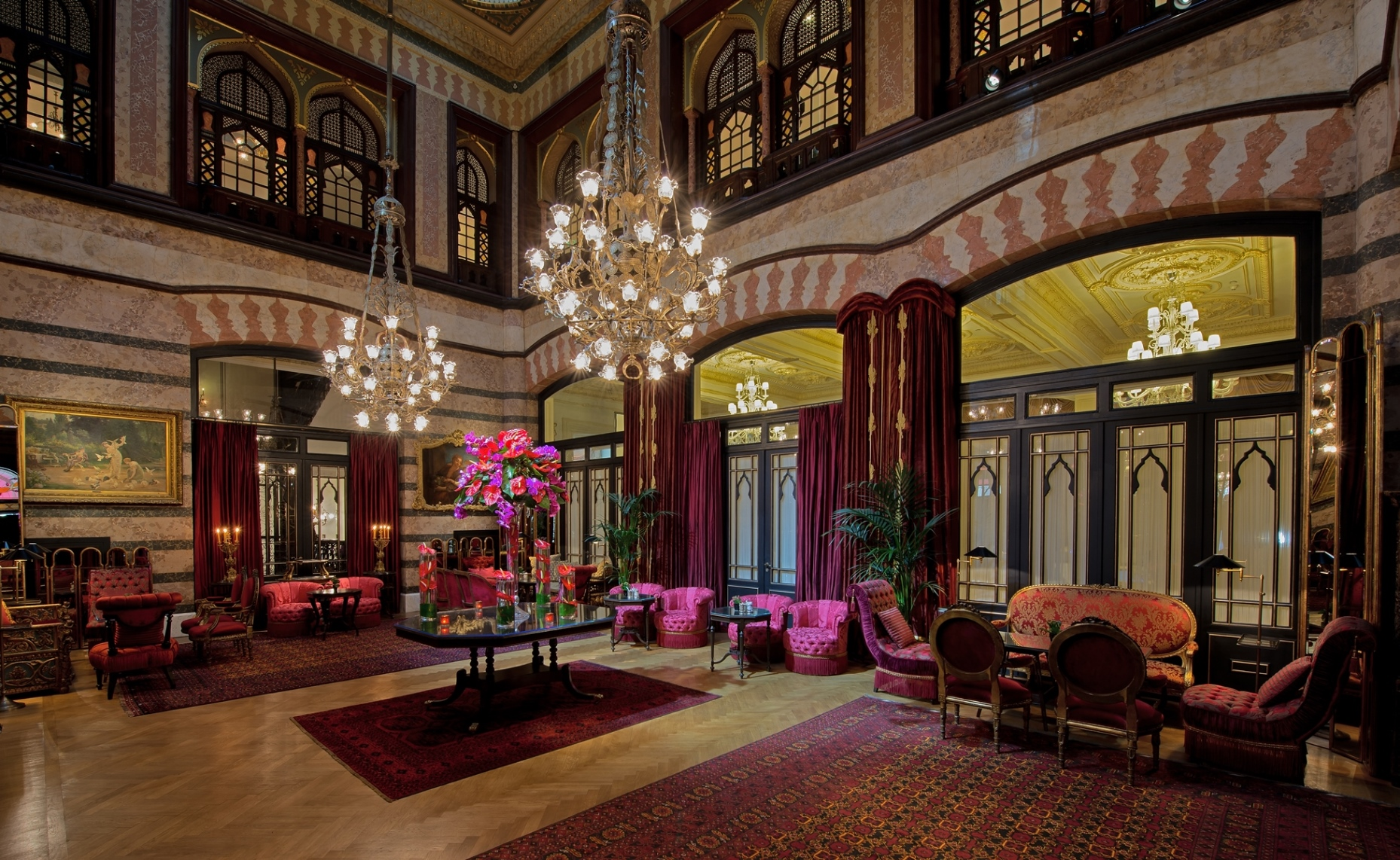
Hotel Pera Palace.

- Hotel Pera Palace (Pera Palas Oteli) — Um dos mais famosos hotéis de Istambul do século XIX, foi o primeiro hotel de luxo de estilo europeu e o primeiro edifício com eletricidade da cidade. Foi construído pela Compagnie Internationale des Wagons-Lits para servir os passageiros do Expresso do Oriente. Inaugurado em 1892, entre alguns dos seus hóspedes habituais contam-se Atatürk, Greta Garbo, Sarah Bernhardt, Josephine Baker, Zsa Zsa Gabor, Mata Hari, Ernest Hemingway e Agatha Christie que, segundo um lenda sem fundamento teria aí teria escrito o seu romance Crime no Expresso do Oriente. Nos tempos mais recentes caíra num estado de alguma decadência. No início de 2010 encontrava-se fechado para renovações, prevendo-se a sua reabertura para esse ano.[3]
- Hotéis clássicos: Hotel de Inglaterra, Hotel de Lausanne, Hotel de Bizâncio, Tokatlian Palace, Hotel de França, Grande Hotel de Londres.
- Café Markiz — Antigo Café Lebon, fundado pelo francês levantino Édouard Lebon. Nos anos 1920 foi um local de encontro popular entre a burguesia de Pera. Completamente restaurado, tem belos azulejos e vitrais Art nouveau.[3]
- Balık Pazarı (Mercado do Peixe) — o lugar mais animado da área, situado ao lado da Çiçek Pasajı e da Avrupa Pasajı.[3]
- Estabelecimentos comerciais históricos: talho polaco Şütte, confeitaria Üç Yıldız, pastelaria Sakarya Tatlıcısı.[3]
- Casa Botter (Botter Hanı) — Edifício Art nouveau do arquiteto italiano Raimondo D'Aronco, autor de várias obras em Istambul. Tem uma varanda em ferro forjado muito original.[3] Foi construído para servir de atelier e salão de exposição dos trabalhos da família do holandês Jan Botter, alfaiate do sultão Abdulamide II.[4]
- Loja Mudo — Loja de brinquedos e objetos de decoração retro e kitsch instalada num edifício Art Nouveau.[4]
- Edifício do banco Yapı Kredi, onde por vezes há exposições de arte.

### Outros edifícios

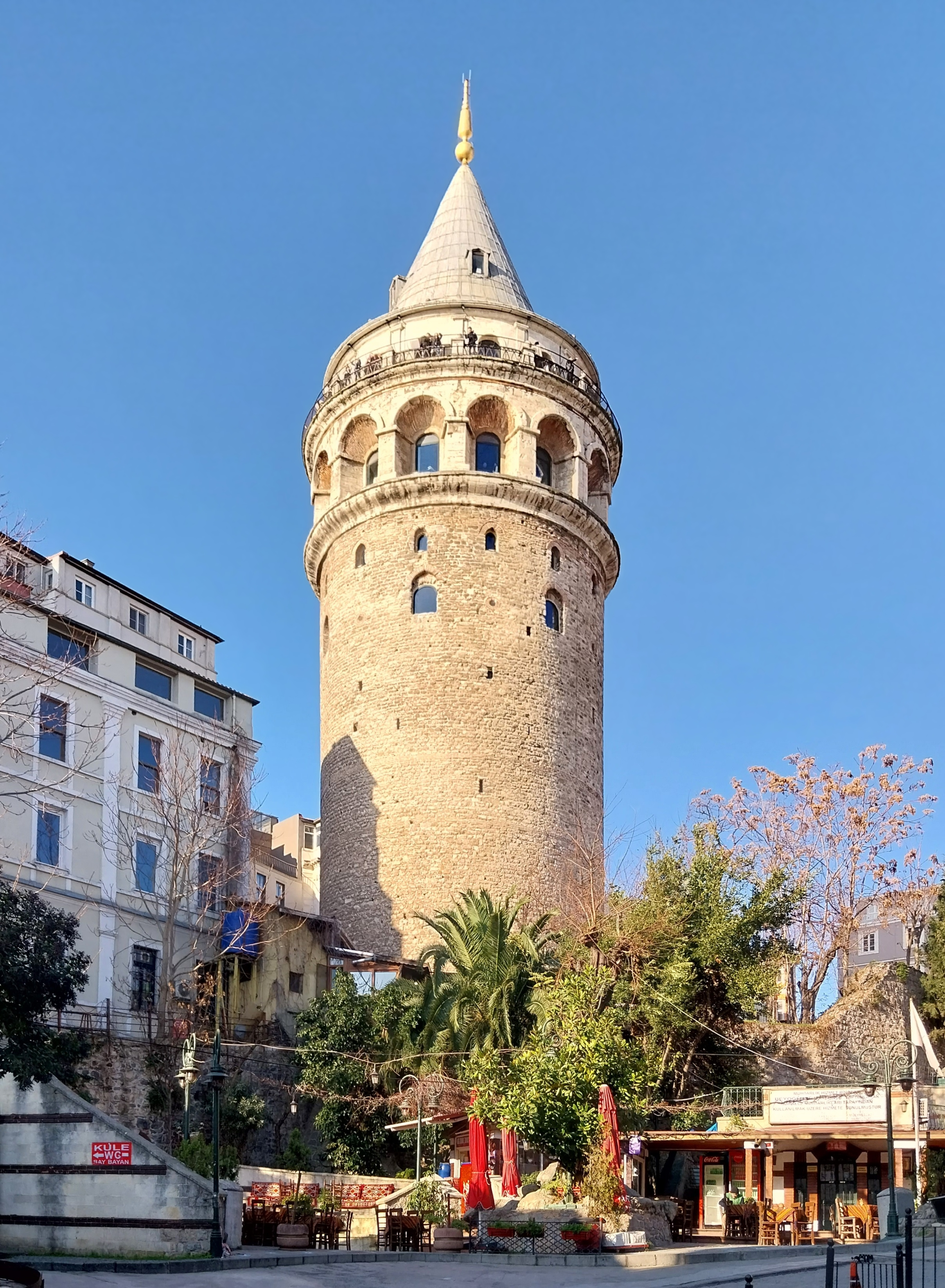
Torre de Gálata.

- Torre de Gálata — Construída pelos genoveses no século XIV, foi durante muitos séculos o edifício mais alto de Constantinopla. Os 67 metros de altura e a sua situação elevada fazem-na um dos lugares com melhores vistas sobre o Corno de Ouro, o Cabo do Serralho e o Bósforo.
- Galata Mevlevihanesi ou Divan EdebiyatıMüzesi (Museu de literatura clássica) — Antigo tekke (convento muçulmano sufista) e local de reunião de fiéis, atualmente é um museu da seita Mevlevi. Entre os objetos em exposição, destacam-se exemplos de caligrafia, instrumentos e vestuário usados pelos dervixes nas cerimónias de dança Sema ("dervixes rodopiantes"). No último domingo de cada mês, aí decorre uma cerimónia de Sema. O edifício foi cuidadosamente restaurado entre 1967 e 1972, devolvendo-lhe o esplendor do século XVIII,[4] altura em que foi reconstruído após um incêndio em 1766 ter destruído o edifício do século construído em 1491 por Maomé Şemai Sultan Divani um neto do fundador da seita Mevlevi, Mevlana. É um verdadeiro oásis de tranquilidade no meio da cidade buliçosa, com jardins cheios de flores e sombras, onde se encontram sepulturas de antigos dervixes. No interior, o salão central destinava-se às cerimónias, enquanto que as galerias superiores se destinavam aos visitantes. Há ainda áreas separadas para a orquestra e para as mulheres, estas atrás de treliças.[10]
- Tünel — Por muitos considerada a segunda estação de metropolitano mais antiga do mundo, ainda hoje serve o funicular que liga a parte mais alta de Karaköy com a Ponte de Gálata.[3]
- Tribunal de França — Em alguns períodos do Império Otomano, mormente na fase mais tardia, quando a decadência se instalou, diversas potência estrangeiras tinham jurisdição sobre os seus cidadãos, os quais eram julgados nos seus próprios tribunais. Isso acontecia não só para os franceses, mas também para os russos, genoveses e holandeses.[3]
- Círculo do Oriente (em turco: Serkldoryan) — o mais selecto dos diversos centros culturais de Istambul do século XIX, que além de promoverem diversas atividades culturais e recreativas dirigidas para os seus sócios, como representações teatrais, concertos, bailes e conferências, também atuavam como sociedades de benificiência. O Círculo do Oriente era o clube mais elegante de Pera no século XIX, onde só eram admitidos estrangeiros, cristãos e, excecionalmente, altos funcionários otomanos.[3]
- Antiga sede da Union Française (Ünyon Fransez) — Um local onde eram realizadas grandes festas frequentadas por centenas de pessoas da elite social de Pera.[3]
- Passagem dos Gatos (Kedi Pasajı)— nome dado à Narmali Hanı, um velho edifício onde em tempos funcionou o tribunal e consulado russos. Mais tarde vários pintores instalaram aí os seus ateliers. Atualmente é a sede do jornal mais antigo da Turquia, o Jamanak, publicado em arménio.[3]
- Casa Freige (Frej Apartamı) — Antiga residência de uma família libanesa abastada, atualmente é a sede de um banco. A fachada combina influências Art Deco e clássicas, com curiosos frontões ornamentados com figuras femininas por cima das janelas.[3]
- Casa Helbig (Doğan Apartamı) — Casa de estilo neo-românico construída no início do século XIX por um belga.[3]
- Casa Camonodo (Kamondo Hanı)
- Ağa Hamamı — Um dos hamans (balneário turco) mais antigos de Istambul, data do século XV.[3]
- Tarihi Galatasaray Hamamı — Outro hamam.